# Everybody Knows (Canción de Leonard Cohen)
"Everybody Knows" es una canción escrita por el cantautor canadiense Leonard Cohen y su colaboradora Sharon Robinson. A menudo se ha versionado y utilizado en bandas sonoras de películas.

## Canción
"Everybody Knows" se lanzó por primera vez en el álbum de Cohen, I'm Your Man en febrero de 1988, aunque muchos autores más recientes han creado versiones de la misma canción.
"Everybody knows" es conocido por su tono sombrío y la repetición del título al comienzo de la mayoría de las líneas. Con frases como "Everybody knows that the dice are loaded" y "Everybody know the good guys lost", "Everybody knows" ha sido descrita de diversas formas por los críticos como "amargamente pesimista" pero divertida o, más fuertemente, una "sombría". profecía sobre el fin del mundo tal como lo conocemos". La letra incluye referencias al SIDA, problemas sociales, y relaciones y temas religiosos.

## Bandas sonoras
"Everybody Knows" ha sido utilizado en televisión y cine. La película Pump Up the Volume de Allan Moyle de 1990 presenta la canción de manera destacada. Una de las favoritas del protagonista Mark Hunter (Christian Slater, como el operador de una estación de radio pirata FM), la canción de Cohen se reproduce desde un fonógrafo en pantalla varias veces durante las transmisiones clandestinas de Mark. Se usa una versión de Concrete Blonde al final de la película, y es esta versión de portada la que se incluyó en el álbum de la banda sonora de la película en lugar de la versión de Cohen.
La versión original de Cohen también apareció de manera destacada en la película Exótica de Atom Egoyan de 1994, como el tema musical de la bailarina exótica Christina (Mia Kirshner) cuando actúa en el club del título de la película. El álbum de la banda sonora de Exotica, con música compuesta por Mychael Danna, tampoco incluye la grabación de Cohen de esta canción.
"Everybody knows" también se utilizó en un anuncio antitabaco de agosto de 2008 encargado por el gobierno de Nueva Gales del Sur en Australia con el tema "todo el mundo sabe que fumar causa estas enfermedades ... y aún así lo haces".

## Versiones de portada
Como muchas de las canciones de Cohen, "Everybody knows" ha sido versionada por varios artistas:
- Concrete Blonde grabó una versión para la banda sonora de la película de 1990 Pump Up the Volume. Fue lanzado como sencillo promocional en los EE. UU. y alcanzó el número 20 en la lista Billboard Modern Rock Tracks.[6] Un video musical fue dirigido por Jane Simpson y producido por Silvey + Co.
- Don Henley incluyó una versión de su álbum de grandes éxitos Actual Miles. En un concierto de VH-1 de 1996, interpretó la canción a dúo con Bryan Adams. (1995)
- Rufus Wainwright, en el documental de Lian Lunson Leonard Cohen: I'm Your Man (2005).
- La propia Sharon Robinson, en su CD debut del mismo título (2008).
- Stephen Stills y Judy Collins, como tema principal de su álbum del mismo nombre (2017).
- Sigrid, como banda sonora de la película Justice League (2017).[7]

## Gráficos
| Gráfico (2016) | Cima <br> posición |
| -------------- | ------------------ |
| Francia (SNEP) | 88                 |